# Oday Dabbagh
Oday Ibrahim Dabbagh (in arabo عدي دباغ‎?; Gerusalemme, 23 dicembre 1998) è un calciatore palestinese, attaccante dello Zamalek e della nazionale palestinese.

## Caratteristiche tecniche
È una punta centrale.

## Carriera

### Club
Ha giocato nella prima divisione del Kuwait, in quella portoghese, in quella scozzese ed in quella belga.

### Nazionale
Ha giocato nelle nazionali giovanili palestinesi Under-19 ed Under-23.
Con la nazionale maggiore ha preso parte alla Coppa d'Asia 2019 ed alla Coppa d'Asia 2023. Il 23 gennaio 2024 segna una doppietta nella sfida decisiva dei gironi di Coppa d'Asia che permette alla Palestina di battere Hong Kong e qualificarsi alla fase successiva, partita che finisce con il risultato di 3-0.

## Statistiche

### Cronologia presenze e reti in nazionale
| Cronologia completa delle presenze e delle reti in nazionale ― Palestina | Cronologia completa delle presenze e delle reti in nazionale ― Palestina | Cronologia completa delle presenze e delle reti in nazionale ― Palestina | Cronologia completa delle presenze e delle reti in nazionale ― Palestina | Cronologia completa delle presenze e delle reti in nazionale ― Palestina | Cronologia completa delle presenze e delle reti in nazionale ― Palestina | Cronologia completa delle presenze e delle reti in nazionale ― Palestina | Cronologia completa delle presenze e delle reti in nazionale ― Palestina |
| Data                                                                     | Città                                                                    | In casa                                                                  | Risultato                                                                | Ospiti                                                                   | Competizione                                                             | Reti                                                                     | Note                                                                     |
| ------------------------------------------------------------------------ | ------------------------------------------------------------------------ | ------------------------------------------------------------------------ | ------------------------------------------------------------------------ | ------------------------------------------------------------------------ | ------------------------------------------------------------------------ | ------------------------------------------------------------------------ | ------------------------------------------------------------------------ |
| 27-3-2018                                                                | Mascate                                                                  | Oman                                                                     | 1 – 0                                                                    | Palestina                                                                | Qual. Coppa d'Asia 2019                                                  | -                                                                        | 46’                                                                      |
| 8-5-2018                                                                 | Bassora                                                                  | Iraq                                                                     | 0 – 0                                                                    | Palestina                                                                | Amichevole                                                               | -                                                                        | 64’                                                                      |
| 11-5-2018                                                                | Al Kuwait                                                                | Kuwait                                                                   | 2 – 0                                                                    | Palestina                                                                | Amichevole                                                               | -                                                                        | 81’                                                                      |
| 6-9-2018                                                                 | Biškek                                                                   | Kirghizistan                                                             | 1 – 1                                                                    | Palestina                                                                | Amichevole                                                               | 1                                                                        | 76’                                                                      |
| 11-9-2018                                                                | Doha                                                                     | Qatar                                                                    | 3 – 0                                                                    | Palestina                                                                | Amichevole                                                               | -                                                                        | 50’                                                                      |
| 4-10-2018                                                                | Sylhet                                                                   | Tagikistan                                                               | 0 – 2                                                                    | Palestina                                                                | Amichevole                                                               | -                                                                        | 10’                                                                      |
| 10-10-2018                                                               | Chittagong                                                               | Bangladesh                                                               | 0 – 2                                                                    | Palestina                                                                | Amichevole                                                               | -                                                                        |                                                                          |
| 12-10-2018                                                               | Dhaka                                                                    | Tagikistan                                                               | 0 – 0 dts (3 – 4 dtr)                                                    | Palestina                                                                | Amichevole                                                               | -                                                                        | 62’                                                                      |
| 20-11-2018                                                               | Haikou                                                                   | Cina                                                                     | 1 – 1                                                                    | Palestina                                                                | Amichevole                                                               | -                                                                        | 60’                                                                      |
| 16-12-2018                                                               | Doha                                                                     | Palestina                                                                | 2 – 0                                                                    | Pakistan                                                                 | Amichevole                                                               | 1                                                                        |                                                                          |
| 24-12-2018                                                               | Doha                                                                     | Iran                                                                     | 1 – 1                                                                    | Palestina                                                                | Amichevole                                                               | -                                                                        | 77’                                                                      |
| 28-12-2018                                                               | Doha                                                                     | Iraq                                                                     | 1 – 0                                                                    | Palestina                                                                | Amichevole                                                               | -                                                                        |                                                                          |
| 31-12-2018                                                               | Doha                                                                     | Kirghizistan                                                             | 2 – 1                                                                    | Palestina                                                                | Amichevole                                                               | -                                                                        | 46’                                                                      |
| 11-1-2019                                                                | Dubai                                                                    | Palestina                                                                | 0 – 3                                                                    | Australia                                                                | Coppa d'Asia 2019 - 1º turno                                             | -                                                                        | 57’                                                                      |
| 15-1-2019                                                                | al-'Ayn                                                                  | Palestina                                                                | 0 – 0                                                                    | Giordania                                                                | Coppa d'Asia 2019 - 1º turno                                             | -                                                                        |                                                                          |
| 11-6-2019                                                                | Biškek                                                                   | Kirghizistan                                                             | 2 – 2                                                                    | Palestina                                                                | Amichevole                                                               | -                                                                        | 46’                                                                      |
| 30-7-2019                                                                | Kerbela                                                                  | Palestina                                                                | 1 – 0                                                                    | Yemen                                                                    | WAFF Championship 2019 - 1º turno                                        | -                                                                        |                                                                          |
| 2-8-2019                                                                 | Kerbela                                                                  | Iraq                                                                     | 2 – 1                                                                    | Palestina                                                                | WAFF Championship 2019 - 1º turno                                        | -                                                                        |                                                                          |
| 5-8-2019                                                                 | Kerbela                                                                  | Libano                                                                   | 0 – 0                                                                    | Palestina                                                                | WAFF Championship 2019 - 1º turno                                        | -                                                                        |                                                                          |
| 11-8-2019                                                                | Kerbela                                                                  | Palestina                                                                | 4 – 3                                                                    | Siria                                                                    | WAFF Championship 2019 - 1º turno                                        | 2                                                                        |                                                                          |
| 5-9-2019                                                                 | Al-Ram                                                                   | Palestina                                                                | 2 – 0                                                                    | Uzbekistan                                                               | Qual. Mondiali 2022                                                      | 1                                                                        | 83’                                                                      |
| 10-9-2019                                                                | Singapore                                                                | Singapore                                                                | 2 – 1                                                                    | Palestina                                                                | Qual. Mondiali 2022                                                      | -                                                                        |                                                                          |
| 3-6-2021                                                                 | Riad                                                                     | Palestina                                                                | 4 – 0                                                                    | Singapore                                                                | Qual. Mondiali 2022                                                      | 1                                                                        |                                                                          |
| 15-6-2021                                                                | Riad                                                                     | Palestina                                                                | 3 – 0                                                                    | Yemen                                                                    | Qual. Mondiali 2022                                                      | 2                                                                        |                                                                          |
| 24-6-2021                                                                | Doha                                                                     | Palestina                                                                | 5 – 1                                                                    | Comore                                                                   | Qual. Coppa araba FIFA 2021                                              | 1                                                                        | 79’                                                                      |
| 8-6-2022                                                                 | Ulan Bator                                                               | Mongolia                                                                 | 0 – 1                                                                    | Palestina                                                                | Qual. Coppa d'Asia 2023                                                  | 1                                                                        | 66’                                                                      |
| 11-6-2022                                                                | Ulan Bator                                                               | Yemen                                                                    | 0 – 5                                                                    | Palestina                                                                | Qual. Coppa d'Asia 2023                                                  | 1                                                                        | 67’                                                                      |
| 14-6-2022                                                                | Ulan Bator                                                               | Palestina                                                                | 4 – 0                                                                    | Filippine                                                                | Qual. Coppa d'Asia 2023                                                  | -                                                                        | 69’                                                                      |
| 16-11-2023                                                               | Sharjah                                                                  | Libano                                                                   | 0 – 0                                                                    | Palestina                                                                | Qual. Mondiali 2026                                                      | -                                                                        |                                                                          |
| 21-11-2023                                                               | Al Kuwait                                                                | Palestina                                                                | 0 – 1                                                                    | Australia                                                                | Qual. Mondiali 2026                                                      | -                                                                        |                                                                          |
| 7-1-2024                                                                 | Doha                                                                     | Palestina                                                                | 0 – 1                                                                    | Uzbekistan                                                               | Amichevole                                                               | -                                                                        | 46’                                                                      |
| 9-1-2024                                                                 | Al Wakrah                                                                | Arabia Saudita                                                           | 0 – 0                                                                    | Palestina                                                                | Amichevole                                                               | -                                                                        | 46’                                                                      |
| 14-1-2024                                                                | Al Rayyan                                                                | Iran                                                                     | 4 – 1                                                                    | Palestina                                                                | Coppa d'Asia 2023 - 1º turno                                             | -                                                                        | 65’                                                                      |
| 18-1-2024                                                                | Al Wakrah                                                                | Palestina                                                                | 1 – 1                                                                    | Emirati Arabi Uniti                                                      | Coppa d'Asia 2023 - 1º turno                                             | -                                                                        |                                                                          |
| 23-1-2024                                                                | Al Wakrah                                                                | Hong Kong                                                                | 0 – 3                                                                    | Palestina                                                                | Coppa d'Asia 2023 - 1º turno                                             | 2                                                                        | 85’                                                                      |
| 29-1-2024                                                                | Al Khawr                                                                 | Qatar                                                                    | 2 – 1                                                                    | Palestina                                                                | Coppa d'Asia 2023 - Ottavi di finale                                     | 1                                                                        |                                                                          |
| 21-3-2024                                                                | Al Kuwait                                                                | Palestina                                                                | 5 – 0                                                                    | Bangladesh                                                               | Qual. Mondiali 2026                                                      | 3                                                                        |                                                                          |
| 26-3-2024                                                                | Dacca                                                                    | Bangladesh                                                               | 0 – 1                                                                    | Palestina                                                                | Qual. Mondiali 2026                                                      | -                                                                        |                                                                          |
| 6-6-2024                                                                 | Doha                                                                     | Palestina                                                                | 0 – 0                                                                    | Libano                                                                   | Qual. Mondiali 2026                                                      | -                                                                        |                                                                          |
| 11-6-2024                                                                | Perth                                                                    | Australia                                                                | 5 – 0                                                                    | Palestina                                                                | Qual. Mondiali 2026                                                      | -                                                                        | 59’                                                                      |
| 5-9-2024                                                                 | Seul                                                                     | Corea del Sud                                                            | 0 – 0                                                                    | Palestina                                                                | Qual. Mondiali 2026                                                      | -                                                                        |                                                                          |
| 10-9-2024                                                                | Kuala Lumpur                                                             | Palestina                                                                | 1 – 3                                                                    | Giordania                                                                | Qual. Mondiali 2026                                                      | -                                                                        |                                                                          |
| 10-10-2024                                                               | Bassora                                                                  | Iraq                                                                     | 1 – 0                                                                    | Palestina                                                                | Qual. Mondiali 2026                                                      | -                                                                        | 69’                                                                      |
| 15-10-2024                                                               | Al Rayyan                                                                | Palestina                                                                | 2 – 2                                                                    | Kuwait                                                                   | Qual. Mondiali 2026                                                      | -                                                                        | 46’                                                                      |
| 14-11-2024                                                               | Mascate                                                                  | Oman                                                                     | 1 – 0                                                                    | Palestina                                                                | Qual. Mondiali 2026                                                      | -                                                                        |                                                                          |
| 19-11-2024                                                               | Amman                                                                    | Palestina                                                                | 1 – 1                                                                    | Corea del Sud                                                            | Qual. Mondiali 2026                                                      | -                                                                        |                                                                          |
| 20-3-2025                                                                | Amman                                                                    | Giordania                                                                | 3 – 1                                                                    | Palestina                                                                | Qual. Mondiali 2026                                                      | -                                                                        | 72’                                                                      |
| 25-3-2025                                                                | Amman                                                                    | Palestina                                                                | 2 – 1                                                                    | Iraq                                                                     | Qual. Mondiali 2026                                                      | -                                                                        | 82’                                                                      |
| Totale                                                                   |                                                                          | Presenze                                                                 | 48                                                                       |                                                                          | Reti (1º posto)                                                          | 17                                                                       |                                                                          |

## Palmarès
- Coppa di Scozia: 1

Aberdeen: 2024-2025